# Лаллейр'я
Лаллейр'я́ (фр. Lalleyriat) — колишній муніципалітет у Франції, у регіоні Овернь-Рона-Альпи, департамент Ен. Населення — 248 осіб (2011).
Муніципалітет був розташований на відстані близько 400 км на південний схід від Парижа, 85 км на північний схід від Ліона, 38 км на схід від Бург-ан-Бресса.

## Історія
До 2015 року муніципалітет перебував у складі регіону Рона-Альпи. Від 1 січня 2016 року належав до нового об'єднаного регіону Овернь-Рона-Альпи.
1 січня 2016 року Лаллейр'я і Ле-Пуаза було об'єднано в новий муніципалітет Ле-Пуаза-Лаллейр'я.

## Демографія
Динаміка населення (INSEE і Cassini ):
Розподіл населення за віком та статтю (2006):
| Стать | Всього | До 15 років | 15-24 | 25-44 | 45-64 | 65-85 | Понад 85 |
| --- | ------ | ----------- | ----- | ----- | ----- | ----- | -------- |
| Чоловіки | 112    | 32          | 16    | 24    | 24    | 16    | 0        |
| Жінки | 120    | 24          | 12    | 48    | 12    | 24    | 0        |
| \| Статево-вікова піраміда \| Статево-вікова піраміда \| Статево-вікова піраміда \| \| ----------------------- \| ----------------------- \| ----------------------- \| \| Чоловіки \| Вік \| Жінки \| \| 0 \| 85 + \| 0 \| \| 0 \| 80-84 \| 4 \| \| 8 \| 75-79 \| 4 \| \| 0 \| 70-74 \| 8 \| \| 8 \| 65-69 \| 8 \| \| 0 \| 60-64 \| 0 \| \| 4 \| 55-59 \| 4 \| \| 8 \| 50-54 \| 4 \| \| 12 \| 45-49 \| 4 \| \| 8 \| 40-44 \| 16 \| \| 8 \| 35-39 \| 12 \| \| 4 \| 30-34 \| 16 \| \| 4 \| 25-29 \| 4 \| \| 0 \| 20-24 \| 0 \| \| 16 \| 15-20 \| 12 \| \| 16 \| 10-14 \| 8 \| \| 8 \| 5-9 \| 4 \| \| 8 \| 0-4 \| 12 \| |        |             |       |       |       |       |          |
| Статево-вікова піраміда |        |             |       |       |       |       |          |
| Чоловіки | Вік    | Жінки       |       |       |       |       |          |
| 0 | 85 +   | 0           |       |       |       |       |          |
| 0 | 80-84  | 4           |       |       |       |       |          |
| 8 | 75-79  | 4           |       |       |       |       |          |
| 0 | 70-74  | 8           |       |       |       |       |          |
| 8 | 65-69  | 8           |       |       |       |       |          |
| 0 | 60-64  | 0           |       |       |       |       |          |
| 4 | 55-59  | 4           |       |       |       |       |          |
| 8 | 50-54  | 4           |       |       |       |       |          |
| 12 | 45-49  | 4           |       |       |       |       |          |
| 8 | 40-44  | 16          |       |       |       |       |          |
| 8 | 35-39  | 12          |       |       |       |       |          |
| 4 | 30-34  | 16          |       |       |       |       |          |
| 4 | 25-29  | 4           |       |       |       |       |          |
| 0 | 20-24  | 0           |       |       |       |       |          |
| 16 | 15-20  | 12          |       |       |       |       |          |
| 16 | 10-14  | 8           |       |       |       |       |          |
| 8 | 5-9    | 4           |       |       |       |       |          |
| 8 | 0-4    | 12          |       |       |       |       |          |

## Економіка
2010 року серед 161 особи працездатного віку (15—64 років) 121 була активною, 40 — неактивними (показник активності 75,2%, у 1999 році було 85,4%). З 121 активної мешканців працювало 108 осіб (61 чоловік та 47 жінок), безробітними було 13 (5 чоловіків та 8 жінок). Серед 40 неактивних 9 осіб було учнями чи студентами, 22 — пенсіонерами, 9 були неактивними з інших причин.

У 2010 році в муніципалітеті числилось 97 оподаткованих домогосподарств, у яких проживали 255,0 особи, медіана доходів виносила 17 980 євро на одного особоспоживача